# Blekko
Blekko era un buscador de internet estadounidense lanzado al público el 1 de noviembre de 2010. Se caracterizaba por usar etiquetas, slashtags en su jerga, para restringir los resultados a temas concretos. El objetivo de la empresa era proporcionar resultados útiles mejorando los de Google. Blekko esperaba generar beneficios vendiendo anuncios basados en etiquetas y resultados de búsqueda.
La empresa fue fundada por Rich Skrenta en 2007. Fue adquirida por IBM en marzo de 2015.- y descontinuada a finales de es mismo mes (27 de marzo).

## Compromiso
La empresa especificó un compromiso con sus usuarios, que se resumía en:
1. La búsqueda sería abierta.
2. Las búsquedas involucrarían a los usuarios.
3. Los algoritmos de asignación de relevancia no serían secretos.
4. Los datos recogidos de internet estarían disponibles.
5. No habría una manera única de buscar en internet.
6. La búsqueda avanzada sería fácil de usar.
7. Las herramientas de búsqueda serían abiertas para todos.
8. La empresa de búsquedas y la comunidad colaborarían juntos.
9. Las búsquedas no devolverián spam.
10. La privacidad de las búsquedas sería preservada.

## Particularidades
- Las estadísticas estaban orientadas a la optimización SEO
- Enlaces entrantes y salientes
- Búsqueda de IPs
- Páginas cacheadas
- Etiquetado de páginas
- Búsqueda por etiquetas
- Búsqueda de contenido duplicado
- Comparación de sitios
- Estadísticas de crawling
- Page Count
- Robots.txt location
- Cohosted sites
- Latencia de páginas
- Longitud de páginas